# Усенко Борис Іванович
Борис Іванович Усенко (нар. 10 червня 1927, УРСР — пом. 12 вересня 2006, Одеса, Україна) — радянський та український тренер.

## Кар'єра гравця
На професіональному рівні не виступав. У 1948 році захищав кольори чернівецького «Динамо», яке виступало в чемпіонаті УРСР серед колективів фізичної культури. Також у 40-50-х роках XX століття виступав в аматорських клубах Одеси.

## Кар'єра тренера
По завершенні кар'єри гравця розпочав тренерську діяльність. Спочатку тренував аматорські клуби Одеси. У 1964 році під його керівництвом «Таксомотор» (Одеса) (через рік змінив назву на «Автомобіліст») здобув путівку до Класу «Б» чемпіонату СРСР. У 1967 році очолював кременчуцький «Дніпро». До серпня 1968 року тренував «Кривбас» (Кривий Ріг), а 30 вересня 1968 року повернувся до «Дніпра» (Кременчук). З 1971 року по липень 1974 року очолював хмельницьке «Поділля». У 1976 році очолював команду СКА-клубна (Одеса), а в 1978 році — черкаський «Дніпро». У 1978—1979 роках допомагав тренувати одеський «Чорноморець», а в 1980 році — одеське СКА.
Помер 12 вересня 2006 в Одесі на 80-у році життя. Похований на Західному цвинтарі.

## Досягнення

### Як тренера
«Таксомотор» (Одеса)
- Чемпіонат УРСР з футболу
  -  Срібний призер (1): 1964

### Відзнаки
- Заслужений тренер УРСР (1967)